# 長崎あじさい病院
長崎あじさい病院は、旧逓信省（現総務省）管轄の医療機関として運営され、後にNTT西日本による企業立病院であるNTT西日本九州病院に移行。一般にも開放されていた。2014年4月1日、医療法人昭和会へ事業譲渡され、長崎あじさい病院に改称した。2022年4月1日、同法人が経営する昭和会病院と統合し閉院した。

## 沿革
- 1930年（昭和5年）8月11日 - 熊本逓信病院（後のNTT西日本九州病院）長崎支所として長崎市紺屋町に開設。（共済組合経営）
- 1935年（昭和10年）12月 - 長崎逓信診療所となる。
- 1937年（昭和12年）2月1日 - 官設移管。
- 1948年（昭和23年）9月1日 - 長崎逓信病院となる。
- 1985年（昭和60年）4月1日 - NTT西日本長崎病院に変更[1]。
- 1963年（昭和38年）9月1日 - 現在地に新築移転。
- 2014年（平成26年）4月1日 - 医療法人昭和会に事業譲渡し、長崎あじさい病院に改称
- 2022年（令和4年）4月1日 - 医療法人昭和会が経営する昭和会病院と統合し閉院

## 診療科目
- 内科
- 外科
- 眼科
- 脳神経外科
- 皮膚科
- 検診センタ

## 交通
- 長崎電気軌道大浦天主堂停留場下車、徒歩3分。